# Maurice Carter (directeur artistique)
Pour les articles homonymes, voir Maurice Carter et Carter.
Maurice Carter est un directeur artistique britannique né le 24 avril 1913 à Londres (Angleterre) et mort en avril 2000 dans le Buckinghamshire (Angleterre).

## Filmographie (sélection)
- 1950 : Trio de Ken Annakin et Harold French
- 1950 : Égarements (The Astonished Heart) de Terence Fisher et Antony Darnborough
- 1951 : Encore de Pat Jackson, Anthony Pélissier et Harold French
- 1952 : Ménage sans bonne (Made in Heaven) de John Paddy Carstairs
- 1952 : Fromage à gogo (Penny Princess) de Val Guest
- 1953 : Week-end à quatre (A Day to Remember) de Ralph Thomas
- 1953 : Une étrange jeune mariée (Always a Bride) de Ralph Smart
- 1953 : Aventures à Berlin (Desperate Moment) de Compton Bennett
- 1954 : Moana, fille des tropiques (The Seekers) de Ken Annakin
- 1955 : La Femme pour Joe (The Woman for Joe) de George More O'Ferrall
- 1955 : Deux Anglais à Paris (To Paris with Love) de Robert Hamer
- 1957 : La Vallée de l'or noir (Campbell's Kingdom) de Ralph Thomas
- 1957 : Toubib en liberté (Doctor at Large) de Ralph Thomas
- 1958 : Le Point de chute (The Square Peg) de John Paddy Carstairs
- 1958 : Le vent ne sait pas lire (The Wind Cannot Read) de Ralph Thomas
- 1958 : Jeunesse délinquante (Violent Playground) de Basil Dearden
- 1959 : Follow a Star de Robert Asher
- 1959 : Entrée de service (Upstairs and Downstairs) de Ralph Thomas
- 1959 : Les 39 Marches (The 39 Steps) de Ralph Thomas
- 1960 : L'Amour en pilules (Doctor in Love) de Ralph Thomas
- 1961 : Non, ma fille, non ! (No, My Darling Daughter) de Ralph Thomas
- 1961 : L'Enquête mystérieuse (The Frightened City) de John Lemont (en)
- 1961 : Pas d'amour pour Johnny (No Love for Johnnie) de Ralph Thomas
- 1962 : In the Doghouse de Darcy Conyers
- 1962 : A Pair of Briefs de Ralph Thomas
- 1963 : Lancelot chevalier de la reine (Lancelot and Guinevere) de Cornel Wilde
- 1964 : Les Canons de Batasi (Guns at Batasi) de John Guillermin
- 1964 : Beauty Jungle de Val Guest
- 1964 : Becket de Peter Glenville
- 1966 : Le Secret du rapport Quiller (The Quiller Memorandum) de Michael Anderson
- 1966 : Le Prince Donegal (The Fighting Prince of Donegal) de Michael O'Herlihy
- 1966 : Le Gentleman de Londres (Kaleidoscope) de Jack Smight
- 1967 : Une fille nommée Fathom (Fathom) de Leslie H. Martinson
- 1969 : La Bataille d'Angleterre (Battle of Britain) de Guy Hamilton
- 1969 : Anne des mille jours (Anne of the Thousand Days) de Charles Jarrott
- 1971 : Salaud (Villain) de Michael Tuchner
- 1971 : L'Étrangleur de Rillington Place (10 Rillington Place) de Richard Fleischer
- 1972 : Nid d'espions à Istambul (en) (Innocent Bystanders) de Peter Collinson

## Distinctions

### Nominations
- Oscar de la meilleure direction artistique
  - Oscars 1965 pour Becket
  - Oscars 1970 pour Anne des mille jours

- British Academy Film Award de la meilleure direction artistique
  - BAFTA 1965 pour Les Canons de Batasi
  - BAFTA 1967 pour Le Secret du rapport Quiller
  - BAFTA 1971 pour Anne des mille jours